# Ајхенберг (Хилдбургхаузен)
Ајхенберг (њем. Eichenberg) општина је у њемачкој савезној држави Тирингија. Једно је од 43 општинска средишта округа Хилдбургхаузен. Према процјени из 2010. у општини је живјело 181 становника. Посједује регионалну шифру (AGS) 16069011.

## Географски и демографски подаци
Ајхенберг се налази у савезној држави Тирингија у округу Хилдбургхаузен. Општина се налази на надморској висини од 420 метара. Површина општине износи 4,5 km². У самом мјесту је, према процјени из 2010. године, живјело 181 становника. Просјечна густина становништва износи 40 становника/km².